# Claterna ochreoplaga
Claterna ochreoplaga là một loài bướm đêm trong họ Noctuidae.